# Parafia Najświętszej Maryi Panny Matki Kościoła w Kosarzewie
Parafia Najświętszej Maryi Panny Matki Kościoła w Kosarzewie – rzymskokatolicka parafia znajdująca się w archidiecezji lubelskiej w dekanat bychawskim.
Od 1970 r. istniała w Kosarzewie filia parafii Bychawa. Dnia 27 października 1984 r. decyzją bpa Bolesława Pylaka erygowano parafię z przynależnością do dekanatu bychawskiego. Sam kościół jest w posiadaniu 8,44 ha ziemi. Parafia liczy ok. 790 wiernych.

## Zasięg parafii
Do parafii należą wierni z następujących miejscowości: Kąty, Kosarzew Dolny-Kolonia, Kosarzew Dolny, Kosarzew Górny, Kosarzew-Stróża-Kolonia, Kosarzew-Stróża, Lewandowszczyzna, Romanów, Teklin, Urszulin, Władysławów i Ziunin.